# Gymnomus czernyi
Gymnomus czernyi is een vliegensoort uit de familie van de afvalvliegen (Heleomyzidae). De wetenschappelijke naam van de soort is voor het eerst geldig gepubliceerd in 1993 door Papp & Woznica.